# Generación de Jesús
Generación de Jesús es una banda mexicana de Rock Cristiano, fundada en San Nicolas de los Garza, Nuevo León en mayo de 1973 por Víctor Antonio Monzón Escobedo (Guitarra Lider), Víctor Rafael Gálvez García (Voz Lider/Bajo), Isaí Garza Cassagne (Bateria-Vocal) y Daniel Espinoza Santana (Teclados/Organo). En 1976 se integra al grupo Abel Chapa Benavides, quien graba Órgano y Voz en el Vol.4 Cristo Vive Hoy. Es considerada por la CCM en Español como una de las más importantes e influyentes bandas de Rock Cristiano de todos los tiempos. Tuvieron un papel importante en el desarrollo y la difusión de la musica contemporánea durante la década de 1970. Fueron vanguardistas en experimentar con diversos géneros musicales como el Rock Psicodélico, Garage Rock, Blues, Country, Disco, Soul, entre otros.
Generación de Jesús es considerada como una de las Bandas Pioneras del Rock Cristiano en español junto a La Tierra Prometida y el grupo El Rapto Sacro Musical, ya que iniciaron una revolución dentro de la música cristiana al romper el prototipo de la música que habia en las Iglesias de la época y que a través de su música han inspirado a casi cinco generaciones.

## Historia
Víctor Antonio Monzón, proveniente del estado de Chiapas, llega a la Iglesia Centro de Fe, Esperanza y Amor en San Nicolás de los Garza, Nuevo León y conoce a Isaí Garza Cassagne, el cual estaba a cargo del grupo de alabanza local, quien solo tocaba con una tarola y complementaban al grupo jóvenes estadounidenses con sus guitarras japonesas. Antonio tenía las intenciones de pertenecer a un grupo de alabanzas, por lo que le propone la idea a Isaí de formalizar una banda. Dentro de la Iglesia tambien se encontraba Daniel Espinoza, el cual predicaba enérgicamente, fue invitado a formar parte del grupo. Víctor Rafael Gálvez García, quien era el Presidente de jóvenes, se entero del proyecto y pidió la oportunidad para ingresar al grupo.
Antonio le platica a Isaí, (quien ya era el Director Musical) sobre Víctor y su petición de ingresar a la banda, ademas de sus habilidades de cantar de una manera magistral, sin tener formación alguna, el cual le pide hacer una prueba, quedando Isaí asombrado por el talento del joven cantante.
Hacen su debut no oficial en el auditorio de la Facultad de Mecánica de la Universidad Autónoma de Nuevo León en 1973, con unos equipos de baja calidad, de manera rudimentaria y aun sin nombre para la banda. Aún así, muchos jóvenes mostraron interés en la propuesta musical.
Para elegir el nombre de la banda,  se propuso que cada integrante escribiera en una hoja blanca el nombre que tuvieran en mente, es así como Antonio propuso "Ejército de Jesús", mientras que Isaí propuso "Familia de Jesús", ya que para esa época estaba de moda la terminación "De Jesús". Sin embargo, un joven del Staff, solicito participar en la elección y sugirió el nombre "Generación de Jesús", argumentando que "todos somos de "la Generación de Jesús" basados en el Salmo 145:4 "Generación a generación celebrará tus obras Y anunciará tus poderosos hechos".
Los papelitos fueron colocados dentro de una caja y pidieron a una sobrina de Isaí que metiera la mano y sacara cualquier papel, el cual lo hace y al abrir el papel el nombre elegido fue: "Generación de Jesús".
Generación de Jesús nace con el propósito de presentar a los jóvenes, una nueva propuesta musical, pero con mensaje Cristocéntrico. Hacen su debut oficial el domingo 1 de mayo de 1973 en la Iglesia Centro de Fe, Esperanza y Amor en San Nicolás de los Garza, Nuevo León. Al principio sufrieron duras críticas por las Iglesias, no tenían respaldo de nadie (Solo el Centro de Fe). La resistencia a la nueva propuesta musical por parte de las Iglesias era tan fuertes que se decía que era una música para delincuentes y que no era posible que la música de Satanás fuera escuchada por los jóvenes cristianos, al grado de no permitirles el acceso a lugares públicos para poder tocar su música. Sin embargo, cuando se dieron cuenta de la aceptación por parte de los jóvenes que gustaban de la música contemporánea, cambiaron de opinión y cada vez eran más solicitados.
Viajaron por todo México, Estados Unidos, Guatemala, El Salvador y Honduras. Presentaron conciertos en el Coffee House (Cafe Cristiano donde los jóvenes hippies ex drogadictos se reunían en la decada de los 70's), auditorios', universidades, Plazas públicas, estaciones de radio y televisión; siendo tanta la aceptación que además la música se escuchaban en muchas congregaciones de diferentes denominaciones.

## Discografía 1973-1979 y DVD
- 1973: Vol.1 Maranatha Jesús Viene

Formación:
 
Antonio Monzón: Guitarra Eléctrica y acústica
Víctor Gálvez: Voz Líder/Bajo
Daniel Espinoza:Organo
Isaí Garza: Bateria/Vocal 
- 1974: Vol.2 El Remedio de Dios

Formación:
 
Antonio Monzón: Guitarra Eléctrica y acústica
Víctor Gálvez: Voz Líder/Bajo
Daniel Espinoza: Organo/Piano
Isaí Garza: Batería/Vocal
- 1975: Vol.3 Unidos

Formación:
 
Antonio Monzón: Guitarra Eléctrica y acústica
Víctor Gálvez: Voz Líder/Bajo
Daniel Espinoza: Piano/Organo
Isaí Garza: Batería/Vocal 
- 1976: Vol.4 Cristo Vive Hoy

Formación:
 
Antonio Monzón: Guitarra Eléctrica y acústica
Víctor Gálvez: Bateria y Vocal
Daniel Espinoza: Bajo
Abel Chapa: Organo y Vocal
Invitado, Glenn Adams: Mellotron,Arp./Flauta 
- 1976: Colección Especial 1973-1975 Vol.1

Formación:
 
Antonio Monzón: Guitarra Eléctrica y acústica
Víctor Gálvez: Voz Líder/Bateria
Daniel Espinoza:Bajo
Abel Chapa:Teclados
Glenn Adams: Invitado/Sintetizadores
- 1977: Vol.5 Decisión

Formación:
 
Antonio Monzón: Guitarra Eléctrica y acústica
Víctor Gálvez: Voz Líder/Bajo
Daniel Espinoza: Organo
Isaí Garza: Batería/Vocal

- 1979: Testimonios y Cantos Víctor e Isaí

(Edición Especial de un compilado de Testimonios y Cantos en memoria de Víctor Galvez e Isaí Garza, grabados en vivo Tampa, Florida y Dallas, Texas en febrero de 1979).

- 1979: DVD Generación de Jesús 1973-1979

Formación:

Antonio Monzón: Guitarra Eléctrica
Víctor Gálvez: Voz Líder/Organo
Ismael Burciaga: Bajo
Isaí Garza: Bateria/Vocal
Coros:
 Nelly Monzón
Sara Gálvez
Joyce Garza

(Grabado en Febrero de 1979 en Miami, Florida en los Estudios de Televisión de un Programa Cristiano).

## Trágico accidente inesperado
Habían pasado ya 6 años desde la fundación de la banda y ya eran conocidos internacionalmente. Existían planes para hacer giras a Costa Rica y Cuba. El último concierto del grupo se llevó a cabo el 28 de marzo de 1979 en el Teatro Municipal José Calderón en Monterrey, Nuevo León. Durante el concierto, Isaí quien tocaba la batería, entre lagrimas, mencionaba esta frase lapidaria: "Estamos tocando como si fuera la última vez...", a lo que Víctor reafirmaba también las mismas palabras, mientras que Antonio se quedaba cada vez más sorprendido, algo inusual ya que también lo había escuchado en las giras de Dallas,Texas y Tampa, Florida.
El 31 de marzo de 1979 el grupo regresaba de los Estados Unidos con destino a Ciudad Miguel Alemán, Tamaulipas, para pasar a recoger sus instrumentos musicales ya que fueron solicitados para tocar en una boda en Matamoros, Tamaulipas. Al llegar a Ciudad Miguel Alemán, mientras guardaban los instrumentos musicales en una Combi propiedad de Isai, Antonio le mostraba el Álbum de Fotos de la historia de la banda a un Misionero del lugar. Al terminar, Victor les dice que él manejará a lo que Isaí responde que él lo haría pero que más adelante lo ayudará. Por lo que oran y continúan su viaje. 
Dentro de la unidad, Isaí era el chofer, Antonio iba en el asiento del copiloto, Ismael en en la parte media, mientras que Víctor iba recostado en la parte de atrás de la unidad. Eran las 12 del día cuando pasaban por la pequeña Ciudad de Sullivan City, Texas. Iban platicando acerca de la grabación de su próximo disco Vol. 6 cuando de repente se escucha a Víctor gritar: ¡Cuidado! Mientras que las últimas palabras de Isaí fueron: "Ya se me atravesó [la unidad]". En efecto, de unos matorrales sale una camioneta y les cierra el paso. Por lo que tratan de evadir y evitar el impacto, pero fue en vano, ya que dicha unidad los golpeo muy fuerte en la a la altura de la llanta izquierda trasera, haciendo que la unidad se salga de la carretera perdiendo el control y cayéndose hacía un barranco, dando 4 vueltas. En el accidente perdió la vida Isaí de manera instantánea, Ismael sufrió fracturas en un brazo, fracturas en las costillas y pierna. Éste quedo junto a Isaí mientras gritaba: "¡¡Aleluya, Gloria a Dios, Aleluya!!", Antonio sufrió fracturas en un brazo y con incrustaciones de vidrios. Sin embargo, Víctor sufrió fracturas en un brazo y fuertes golpes en la cabeza, aun estaba con vida y fue llevado de emergencia a un hospital para ser atendio. Falleció 48 horas después del accidente,  el 2 de abril de 1979.
La noticia del accidente conmocionó a la Comunidad Cristiana de México, Centroamérica y los Estados Unidos. El dolor, la tristeza y el desánimo invadieron el corazón de sus compañeros sobrevivientes Antonio Monzón e Ismael Burciaga, que aunque tuvieron el apoyo emocional de sus familiares y de líderes de diferentes organizaciones, no pudieron evitar la disolución del grupo, dando final a 6 años de ministerio musical.

## Grupo Resurrección y el Resurgimiento de la Banda
Al inicio de 1980 y a pesar de la tragedia, Antonio Monzón fue motivado para dar continuidad al Ministerio. Aquellos Himnos y Coros que ya eran conocidos en las Iglesias no podían dejarse de cantar. No había motivos para quedarse de brazos cruzados y resignarse. Es entonces que nace el grupo Resurrección, con el propósito de seguir exaltando el nombre de Jesucristo. La Banda estuvo conformada por Antonio Monzón (Guitarra Eléctrica), Trini Vázquez (Voz Lider/Bateria), Samuel Vázquez (Bajo) y Abel Chapa (Teclados). Lograron grabar un Casete con las siguientes canciones: "Busca Primero", "Resurrección", "Abre mis ojos", "Dios no esta muerto", "Yo me rindo a él", "Hay un pueblo", "Oh Jerusalén", "Hemos venido a este lugar", "Es un placer estar contigo", "Su misericordia", y "Fue un placer estar contigo".
Visitaron Iglesias, Espacios Públicos y continuaron ministrando alabanzas de manera imparable.
A principios de 1981, Trini Vazquez se retira de la Banda y en su lugar entra Samuel Jiménez. Tiempo después le seguirián Abel Chapa y Samuel Vazquez, quienes al igual que Trini tenian proyectos pendientes por cumplir en sus respectivas Iglesias, ingresando de esta manera Raúl Durón e Isaías Zarazua a la Banda.
De esta manera, Antonio Monzón retoma el proyecto Generación de Jesús, quedando la alineación de la siguiente manera: Samuel Jiménez (Voz Lider/Bajo), Antonio Monzón (Guitarra Eléctrica), Isaías Zarazua (Teclados/Vocal) y Raúl Durón (Bateria), por lo que en junio de 1981 se meten a Salomón Estudios en Monterrey, Nuevo León para grabar el Álbum Vol.6 Tiempo, como homenaje a sus compañeros fallecidos.
Continuaron la Misión con el estilo que caracterizaba al grupo y el cual perdura hasta la actualidad. La línea musical de la banda ha sido muy versátil mezclando una serie de ritmos modernos como: el Rock, Blues, Soft Rock, Country, Beat, Disco, etc. Convirtiéndose en una de las bandas pioneras de rock cristiano en español, que revolucionó la música cristiana en México y América Latina con una propuesta radical al estilo musical de la iglesia en esa época; siempre adaptándose al tipo de auditorio en el que presentan sus conciertos, con el propósito de cumplir los objetivos que Dios puso en sus corazones. 
A través de los años, Generación de Jesús ha tenido entre sus filas a muchos músicos profesionales que han dedicado su vida y su talento para servir a Dios. Desde 1973 hasta el 2022, tienen un total de quince producciones de estudio, cinco producciones especiales, un instrumental, tres discos en vivo y cuatros DVD's, en donde experimentan diferentes sonidos musicales, adaptandose asi a cada generación. La Banda se caracteriza por su humildad y la fraternidad, en donde asi puedan tocar ante veinte personas hasta un concierto multitudinario. No se consideran un grupo de fama, pues sostienen que sólo son instrumentos para poder llevar la palabra de Dios a través de su música.
En 2022, la banda mexicana Rojo les invitó a su álbum Alumbras mi vida, donde Antonio Monzón interpretó «El sacrificio».

## Discografía 1981-2007
- 1981: Vol.6 Tiempo

Formación:
 
Antonio Monzón: Guitarra Eléctrica y acústica
Samuel Jiménez: Voz Líder/Bajo
Isaías Zarazua: Teclados/Vocal
Raúl Durón: Bateria/Percusiones
- 1982: Vol.7 Himnos Clásicos y Coros

Formación:
 
Antonio Monzón: Guitarra Eléctrica y acústica
Samuel Jiménez: Voz Líder/Bajo
Isaías Zarazua: Teclados/Vocal
Raúl Durón: Batería/Percusiones
- 1983: Vol.8 Músico de Dios

Formación:
 
Antonio Monzón: Guitarra Eléctrica y acústica
Samuel Jiménez: Voz Líder/Bajo
Isaías Zarazua: Teclados/Vocal
Raúl Durón: Batería/Percusiones
- 1984: Instrumental 1973-1979

Formación:
 
Antonio Monzón: Guitarra Eléctrica
Isaías Zarazua: Arreglos/Bajo/Teclados
Raúl Durón: Batería
- 1985: Vol.9 J.E.S.U.S.

Formación:
 
Antonio Monzón: Guitarra Eléctrica y Coros
Samuel Jiménez: Voz Líder/Bajo
Isaías Zarazua: Teclados/Vocal
Raúl Durón: Batería/Vocal
- 1988: Vol.10 Concierto de Alabanza y Adoración

Formación:
 
Antonio Monzón: Guitarra Midi/Vocal
Plinio Marín González: Bajo/Vocal
Carlos González Chapa: Voz Lider/Teclados/Vocal
César Muñoz Valdés: Batería/Percusiones
Invitado, Isaías Zarazua: Vocal/Arreglos/Teclados
- 1989: Vol. 11 Hijos de Luz

Formación:
 
Antonio Monzón: Guitarra Eléctrica/Vocal
Plinio Marín González: Voz Líder/Bajo
Carlos González Chapa: Teclados/Vocal
César Muñoz Valdés: Batería/Percusiones
- 1991: Vol. 12 Todas las Naciones Vendrán y Adorarán

Formación:
 
Antonio Monzón: Guitarra Eléctrica/Acústica/Vocal
Carlos González: Teclados/Bajo/Vocal
Arturo González: Voz Lider/Teclados
Héctor Mario Hernández: Batería/Percusiones/Vocal
- 1993: Generación de Jesús 20 Aniversario en Vivo

Formación:
 
Antonio Monzón: Guitarra Eléctrica/Coros
Plinio Marín González: Voz Líder/Bajo
Isaías Zarazua: Teclados/Vocal
Héctor Mario Hernández: Batería/Percusiones
(Grabado en vivo el 4 de Diciembre de 1993 en Monterrey, Nuevo León).
- 1995: Vol. 13 En Dios Confiamos

Formación:
 
Antonio Monzón: Guitarra Eléctrica/Vocal
Samuel Jiménez: Voz Líder
Jorge III: Teclados/Vocal
Héctor Mario Hernández: Batería/Percusiones
Invitados, Aarón R. Olivarez: Bajo/Vocal
Gilberto López: Percusiones en "Fija tus ojos en Cristo"
- 1996: Colección 1973-1979, Musica Contemporánea

Formación:
 
Antonio Monzón: Guitarra Eléctrica y acústica
Víctor Gálvez: Voz Líder/Bajo
Daniel Espinoza: Teclados
Isaí Garza: Batería/Vocal
Abel Chapa: Teclados (Vol. 4)
- 1997: Vol. 14 Armas de Luz

Formación:
 
Antonio Monzón: Guitarra Eléctrica/Vocal
Jorge III: Voz Líder/Arreglos/Teclados
Enoch Tovilla: Bajo/Vocal
Víctor Alfredo Rodas: Batería/Vocal
- 1999: Generación de Jesús en Concierto 26 Aniversario

Formación:
 
Antonio Monzón: Guitarra Eléctrica/Vocal
Rogelio Camacho: Voz Líder/Teclado
Héctor Reyes: Bajo/Rap Vocal
Abraham Newman: Batería/Vocal
(Grabado en vivo en Noviembre de 1999 en Monterrey, Nuevo León).
- 2001: Vol. 15 Enredado

Formación:
 
Antonio Monzón: Guitarra Eléctrica/Coros
Rogelio Camacho: Voz Líder/Teclado/Guitarra Acústica
Héctor Reyes: Teclados/Bajo/Rap Vocal/Coros
Abraham Newman: Batería/Coros
- 2003: Antología 1973-2001

(Recopilación de Singles de las 15 Producciones de Estudio).
- 2004: Tour 30 Aniversario en Vivo

Formación:
 
Antonio Monzón: Guitarra Eléctrica/Coros
Rogelio Camacho: Voz Líder/Teclado/Guitarra Acústica
Moisés Vargas: Bajo/Vocal
Marcos Reyes: Batería/Rap Vocal
(Grabado en vivo en Ensenada, Baja California Norte).
- 2007: Colección de Rock: 70's, 80's, 90's, 00's

(Recopilación de 15 Canciones + Bonus Track)